# 児島駅

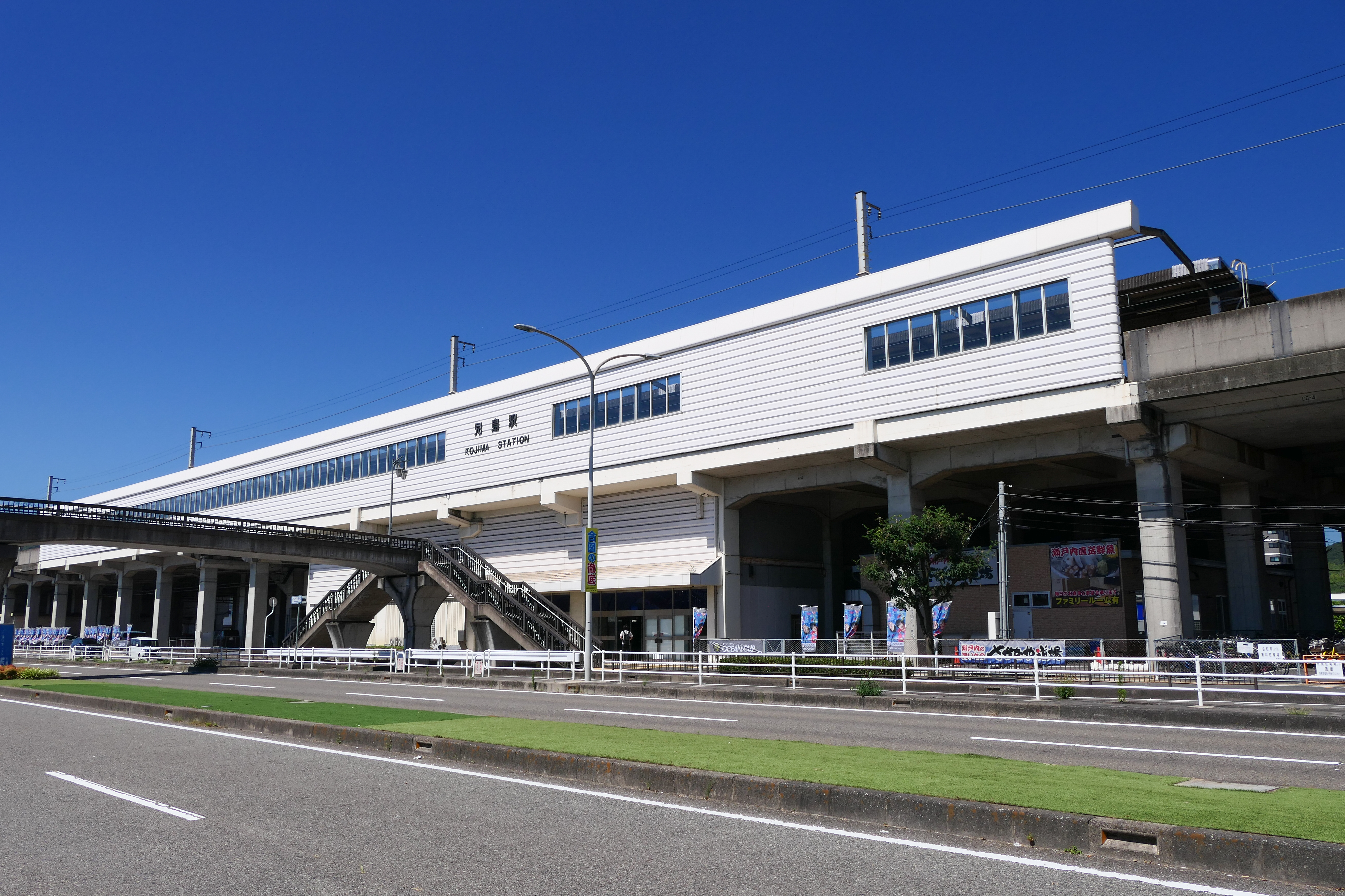
東口（2023年7月）

児島駅（こじまえき）は、岡山県倉敷市児島駅前一丁目にある、西日本旅客鉄道（JR西日本）・四国旅客鉄道（JR四国）本四備讃線（瀬戸大橋線）の駅。

## 概要
倉敷市の南東部に位置する児島地域の中心駅である。本州と四国を結ぶ瀬戸大橋の本州側の起点であり、全旅客列車が停車する。1990年末に下津井電鉄線が廃止された後は、岡山県では最南端の駅である。JR西日本が管轄する直営駅であり、管理駅として宇野線の茶屋町駅 - 宇野駅間各駅と本四備讃線の植松駅・木見駅・上の町駅を管轄している。
JR西日本とJR四国の会社境界駅となっており、会社境界標は宇多津駅方の場内信号機付近にある。2013年時点では、旅客列車の乗務員はすべて当駅で交代する。駅施設の保有と駅業務一切をJR西日本が担当している一方、3・4番線ホーム上にはJR四国乗務員専用の詰所が存在する。JR西日本の駅としての駅番号はJR-M12。JR四国では当駅のみ駅番号を付与していない。
かつては、JR西日本の乗務員がJR四国の多度津駅まで乗務するほか、JR四国の乗務員がJR西日本の岡山駅まで乗務していた時期もあった。これは当時、瀬戸大橋上での騒音が問題となり、特に騒音の大きい気動車特急列車（キハ181系、キハ185系）を65km/hに減速する代わりに、当駅を通過することによる。その後、2000系に置き換えられた特急列車については、瀬戸大橋上での減速が解消され、当駅に停車するようになった。
2019年3月16日のダイヤ改正以降、岡山方面からの普通列車は当駅発着に統一され、四国方面は快速「マリンライナー」と特急のみの運転となる。このため、宇野線・瀬戸大橋線の普通列車のみが停車する駅と四国方面を行き来する場合は、当駅で乗り換える必要がある。
当駅は乗車カード「ICOCA」岡山地区のサービスエリアに含まれている。同カードはJR西日本が発行しているものであり、当駅以南（JR四国の路線）はサービスエリアに含まれていなかったが、2014年3月1日より「香川エリア」（高松 - 観音寺(予讃線)、高松 - 琴平(土讃線)間）が設定され使用が開始されたことにより、香川方面への利用も可能になった。
国産ジーンズ発祥の地である児島をアピールする為に駅構内の様々な箇所にジーンズの柄をラッピングしている。2015年6月、駅名に「ジーンズステーション」（JEANS STATION）の愛称が付けられた。
2017年春に公開された、近隣の下津井地区が舞台の映画「ひるね姫」宣伝のため改札口近くのテレビにて数十秒程度の予告を放送している。
駅構内のコンビニ、デイリーイン児島店は一時期休業していたが、2017年11月9日にセブンイレブンハートインJR児島駅店として再開した。

## 歴史
- 1988年（昭和63年）
  - 3月20日：本四備讃線の茶屋町駅から当駅間の営業開始に伴い開業[1]。瀬戸大橋の開通を記念した「瀬戸大橋博'88・岡山」が同日より開催されており、観客輸送のための先行開業であった[1]。
  - 4月10日：瀬戸大橋の開通、本四備讃線の営業開始に伴い途中駅となる。
- 2007年（平成19年）
  - 1月：ホームのかさ上げ工事が完成。
  - 7月：ICカード「ICOCA」対応の自動改札機を導入する。
  - 9月1日：ICカード「ICOCA」の利用が可能となる。
- 2015年（平成27年）6月：駅名に「ジーンズステーション」（JEANS STATION）の愛称が付けられる[8]。
- 2023年（令和5年）
  - 2月23日：みどりの窓口の営業を終了[2][3]。
  - 2月24日：みどりの券売機プラスを導入[2][3]。

## 駅構造
島式ホーム2面4線を有する高架駅で、ホーム有効長が長く取られている。定期客車列車の運転が廃止されたことにより、2007年1月までにホームのかさ上げ工事が施工された。茶屋町方に両渡り線がある。高架ホームの4番下り待避線外側に1線分のレールが敷設できるスペースが取られているが、2019年8月現在、レール等の設置はされていない。ホームは8両まで対応している。かつて、8両以上の寝台特急瀬戸はホームをはみ出して停車した。
駅構内には、自動券売機、みどりの券売機、みどりの券売機プラスが設置されている。各ホームにエレベーターが設置されている。

### のりば
| のりば | 路線       | 方向 | 行先                 | 備考                                      |
| ------ | ---------- | ---- | -------------------- | ----------------------------------------- |
| 1      | 瀬戸大橋線 | 上り | 茶屋町・岡山方面     | 普通列車                                  |
| 2      | 瀬戸大橋線 | 上り | 茶屋町・岡山方面     | 快速・特急                                |
| 3      | 瀬戸大橋線 | 下り | 高松・松山・高知方面 | 定期列車はすべてこのホーム                |
| 4      | 瀬戸大橋線 | 下り | 高松・松山・高知方面 | 2019年3月16日以降、定期下り列車の発着なし |
| 4      | 瀬戸大橋線 | 上り | 茶屋町・岡山方面     | 普通列車                                  |

付記事項
- 内側2線（2番・3番のりば）が本線、外側2線（1番・4番のりば）が待避線であるが、種別ごとにホームを使い分けている。
- 当駅始発の岡山方面行き普通列車は基本的に1番のりばから発車するが、一部の時間帯には4番のりば始発の列車もある。
- 4番のりばは本来下り待避線であり、公式サイトでも四国方面のホームとして案内されているが、2019年3月改正で多度津方面への普通列車の設定が廃止されて以降、定期旅客列車は岡山方面行き普通列車のみ使用している。
- 当駅は夜間留置の設定駅でもある。

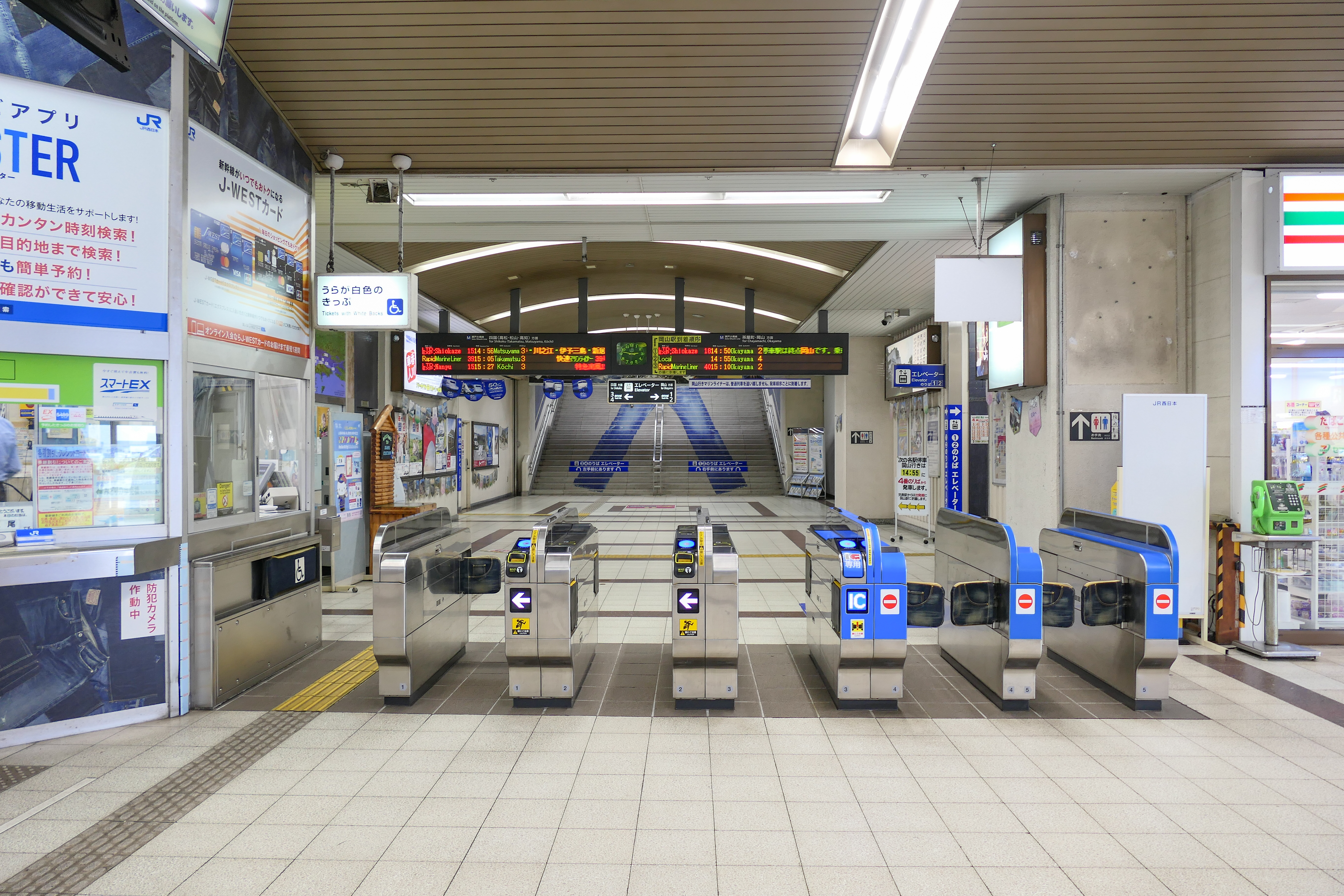
改札口（2022年9月）
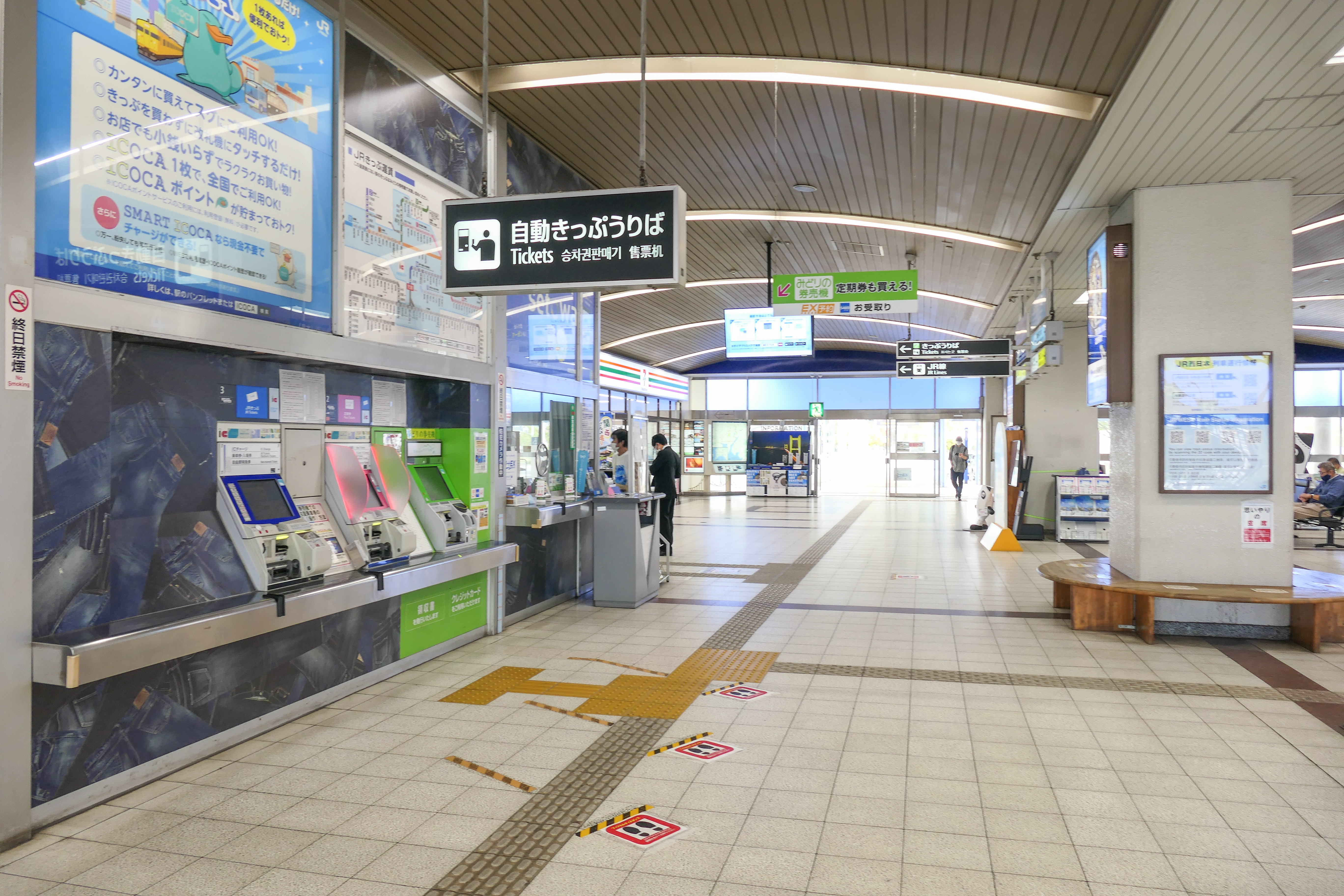
コンコース（2022年9月）
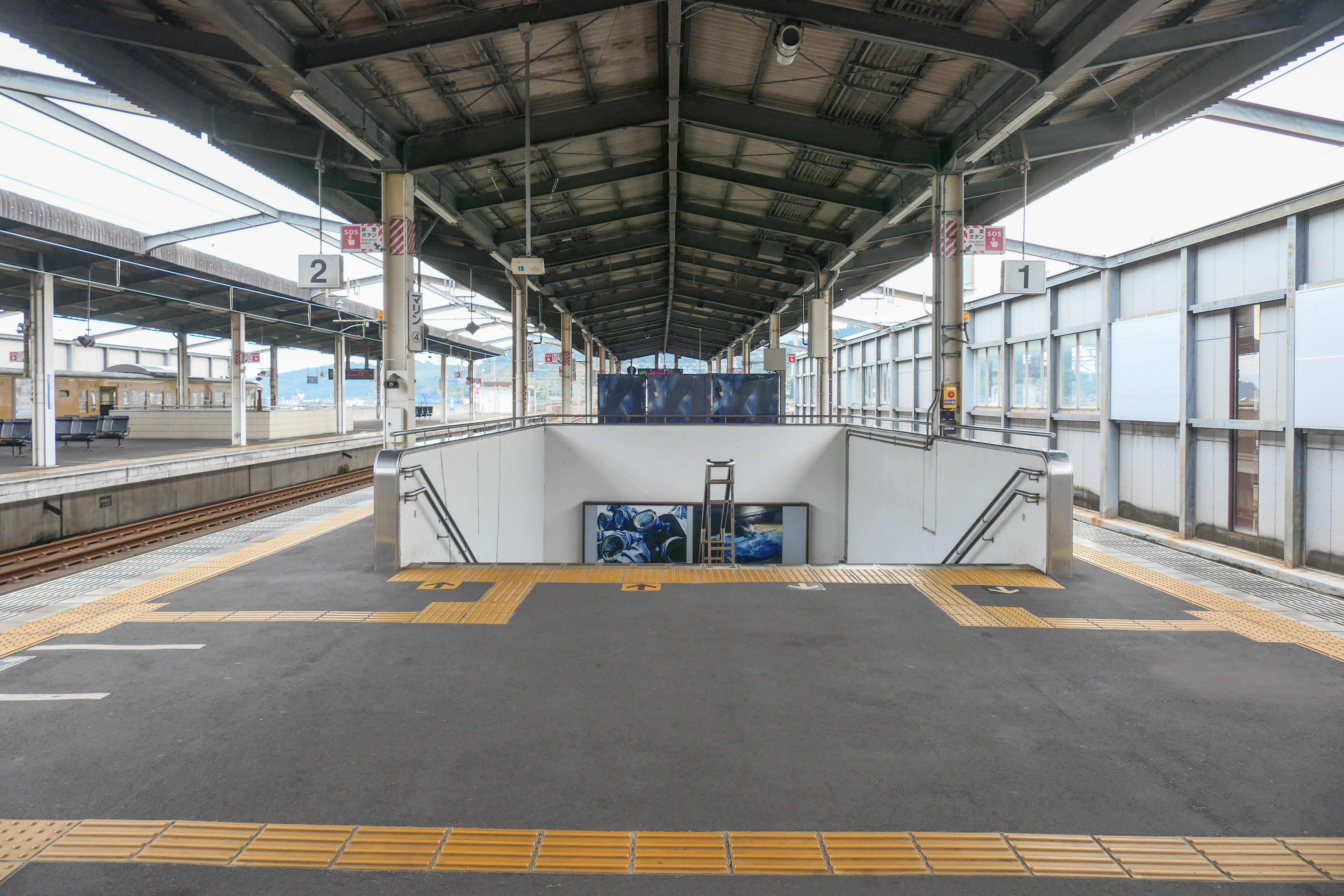
1・2番線ホーム（2022年9月）
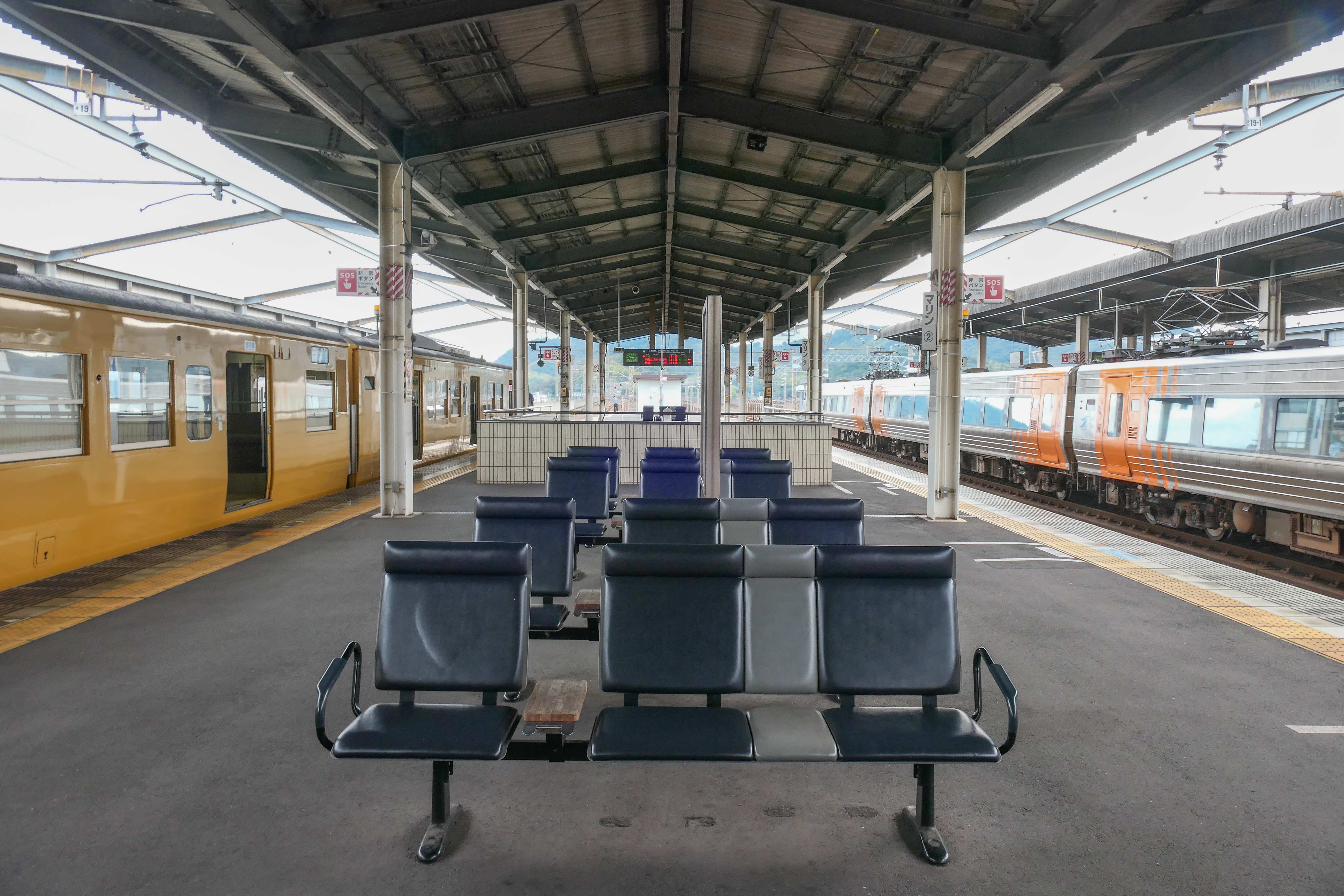
3・4番線ホーム（2022年9月）
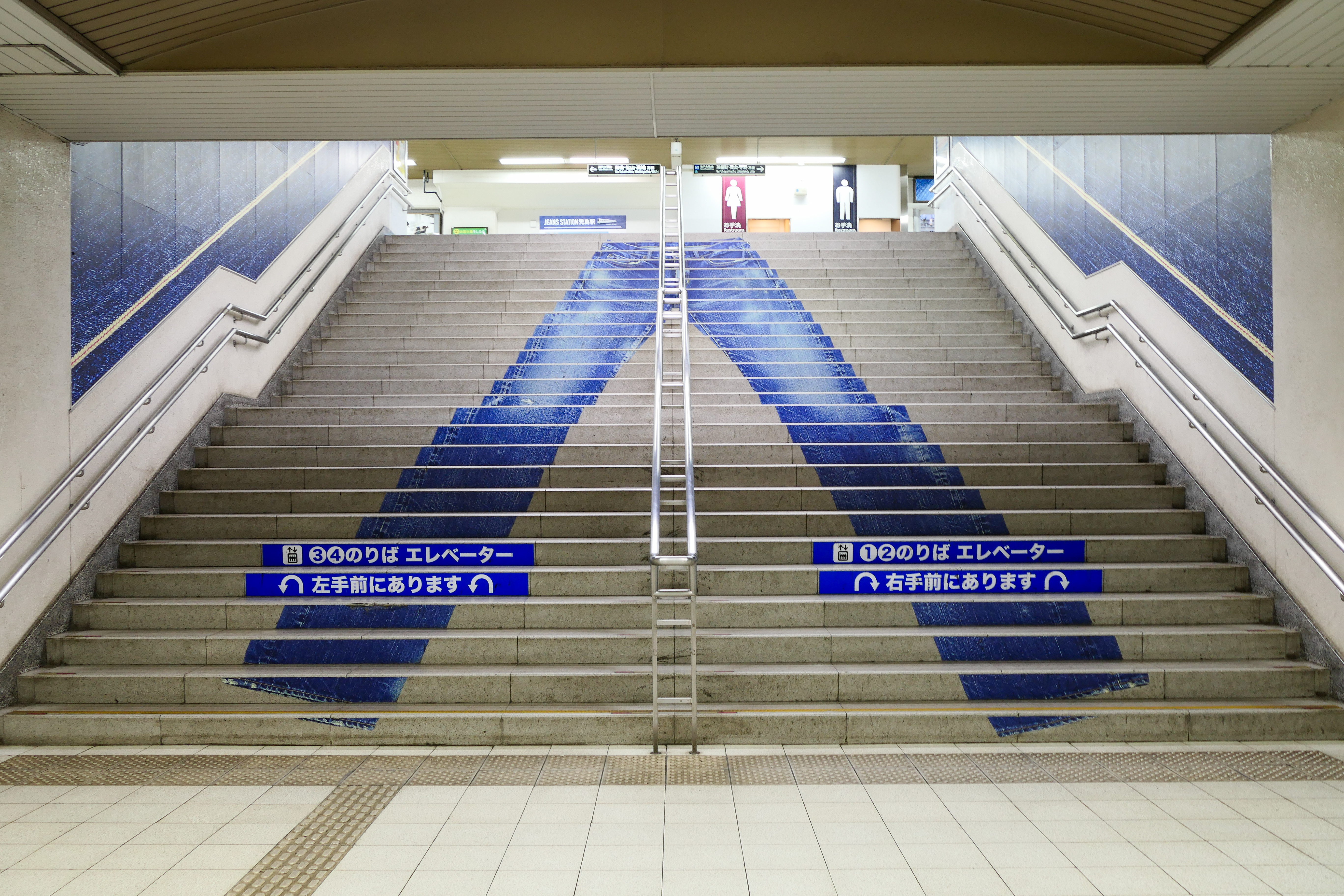
ジーンズのラッピングがされた構内の階段（2023年7月）

## 利用状況
1日の平均乗車人員は以下の通りである。
| 乗車人員推移 | 乗車人員推移 |
| 年度         | 1日平均人数  |
| ------------ | ------------ |
| 1999         | 4,657        |
| 2000         | 4,551        |
| 2001         | 4,593        |
| 2002         | 4,521        |
| 2003         | 4,417        |
| 2004         | 4,266        |
| 2005         | 4,283        |
| 2006         | 4,286        |
| 2007         | 4,298        |
| 2008         | 4,251        |
| 2009         | 4,017        |
| 2010         | 4,027        |
| 2011         | 4,066        |
| 2012         | 4,067        |
| 2013         | 4,184        |
| 2014         | 4,124        |
| 2015         | 4,956        |
| 2016         | 5,289        |
| 2017         | 4,977        |
| 2018         | 4,847        |
| 2019         | 4,553        |
| 2020         | 3,158        |
| 2021         | 3,184        |

## 駅周辺

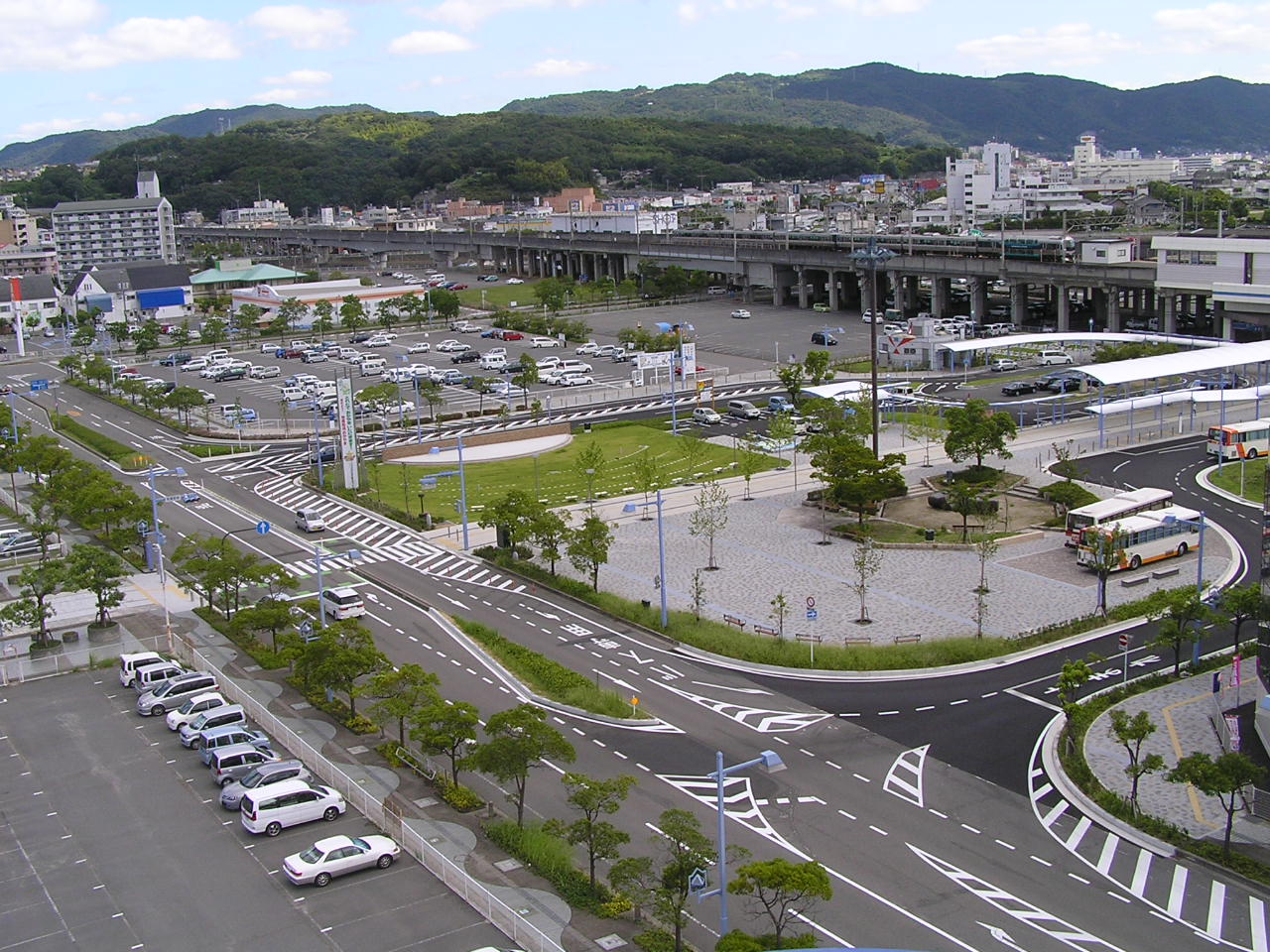
駅前広場（2004年5月）

当駅は、児島旧市街地沖の野﨑浜と呼ばれた塩田跡に建設され、駅周辺は新たな市街地として整備された。この街開きのイベントでもあったのが瀬戸大橋架橋記念博覧会（瀬戸大橋博'88・岡山）であり、その会場（現在の児島駅前一丁目・四丁目の大部分）でもあった。現在は多くの店舗が進出し商業地区となっている。
2008年2月より、西口のバス乗り場を含む駅前ロータリー等の改修工事を実施し、同年12月末に完成する予定であったが、工事の進捗の遅れから工期が延び、2009年3月27日に完成した。駅正面にあったペデストリアンデッキは当該工事に伴い撤去されるとともに、横断歩道および信号機が同じ場所に新設された。
見所として、北西の旧市街地に江戸時代に塩田開発を進め、野﨑浜の由来となった塩田王・野﨑武左衛門が建てた野﨑家旧宅がある。南方には児島競艇場があり、レース開催時には競艇場への観客で駅が賑わう。児島半島の南端にある鷲羽山には、絶叫マシンやバンジージャンプがある遊園地鷲羽山ハイランドもある。

### 四国新幹線予定地
駅の開業以来、市街地（西）側の「表口」にある広場が駐車場やバス待機場として使用されているのは、四国新幹線が新線で建設された場合の予定地とされているためである。

### 下津井電鉄の駅跡
かつては当駅から西に約700m離れた場所に下津井電鉄下津井電鉄線の児島駅があったが、モータリゼーションの進行による乗客の減少のため、1991年1月1日に下津井電鉄線とともに廃止された。廃止後も、駅舎は下津井電鉄の旅行センターとして活用され残っている。

### 主な施設など
- 倉敷市役所児島支所
- 児島市民交流センター（旧 倉敷市瀬戸大橋架橋記念館）
- 岡山県児島警察署
- 倉敷市立市民病院
- 倉敷ファッションセンター
- 児島マリンプール
- 平成レンタカー児島駅前営業所（本社） - 当駅付近にある唯一のレンタカー店舗である。
- 児島郵便局
- 中国銀行 児島支店 - 2019年6月3日より下津井支店をブランチインブランチで移転、統合。
- トマト銀行 児島支店
- 広島銀行 児島支店
- 百十四銀行 児島支店
- 天満屋ハピータウン 児島店
- マルナカ 児島店
- 国道430号
- 岡山県道21号岡山児島線
- ジーンズミュージアム
- ジーンズストリート
- 児島競艇場

## バス路線
当駅前を発着する路線バスは、瀬戸大橋線を除くほぼ全てが下電バス（下津井電鉄）により運行されている。また一般路線のほか、観光地への周遊バス、児島競艇場への送迎バスも発着している。かつては東京・新宿への夜行高速バス「ルミナス号」も発着していたが、2021年11月18日からの路線再編に伴い、当駅前発着は廃止となった。
倉敷駅への路線は3路線4系統ある。倉敷駅までの運賃はどの路線でも同じで、2025年3月時点でJR（岡山駅経由）と同額の770円、所要時間は1時間ほどかかる。
| のりば | 路線名                 | 系統・行先                    | 備考                                                                 |
| ------ | ---------------------- | ----------------------------- | -------------------------------------------------------------------- |
| 1      | 塩生線                 | 51・52：倉敷駅                | 「52」は平日朝1本運行                                                |
| 1      | 古城池線               | 55：倉敷駅                    | 平日朝3本・土曜朝2本・日祝朝1本運行                                  |
| 2      | 天城線                 | 62：倉敷駅                    |                                                                      |
| 3      | （降車専用）           | （降車専用）                  | （降車専用）                                                         |
| 4      | 興除線                 | D80：天満屋バスセンター       | 平日3本・土休日4本運行                                               |
| 4      | 王子ヶ岳線             | 82：王子ヶ岳登山口 87：宇野駅 | 「82」の一部便は終点で宇野駅行き両備バスに接続 「87」は土日祝1本運行 |
| 4      | 児島循環線             | F1：ふれあい号                |                                                                      |
| 4      | 下津井循環線           | S1：とこはい号                | 自転車ラックバスで運行                                               |
| 5      | 瀬戸大橋線             | 坂出駅                        | 琴参バスが運行                                                       |
| 5      | J1：ジーンズバス       | J1：ジーンズバス              | 金・土・日祝・お盆期間運行                                           |
| 5      | W1：鷲羽山夕景鑑賞バス | W1：鷲羽山夕景鑑賞バス        | 金・土・日祝・祝前日・お盆期間運行                                   |
| 5      | 児島競艇場無料送迎バス | 児島競艇場無料送迎バス        | 競艇開催日運行                                                       |

## 隣の駅
特急「しおかぜ」・「南風」、寝台特急「サンライズ瀬戸」停車駅。
西日本旅客鉄道（JR西日本）
 瀬戸大橋線（本四備讃線）
■快速「マリンライナー」
本州内では停車駅が列車によって異なっている。 ※詳しくは、マリンライナーを参照。
■普通
上の町駅 (JR-M11) - 児島駅 (JR-M12)
四国旅客鉄道（JR四国）
■瀬戸大橋線（本四備讃線）
■快速「マリンライナー」
（岡山方面 -） 児島駅 (JR-M12) - （宇多津駅 (Y09)（全列車通過）） - 坂出駅 (Y08)
- 予讃線坂出駅方面への直通列車のうち、快速「マリンライナー」は宇多津駅構内の短絡線を通過する。
- 当駅から宇多津駅へ直接向かう列車は、特急列車のみである。